# Kreuz Bargteheide
Kreuz Bargteheide is een knooppunt in de Duitse deelstaat Sleeswijk-Holstein. Op dit onvolledige klaverbladknooppunt bij het dorp Bargteheide sluiten de A21 vanuit Kiel en de B404 aan op de A1 (Heiligenhafen-Saarbrücken).
Naar planning zal de A21 vanaf hier in zuidoostelijke richting doorgetrokken worden.

## Verkeersintensiteiten
In 2010 reden dagelijks 53.800 voertuigen ten noorden en 70.600 voertuigen ten zuiden van het Kreuz Bargteheide. De A21 verwerkte circa 24.600 voertuigen per etmaal en de B404 verwerkte er zo'n 14.600 voertuigen per etmaal.

## Richtingen knooppunt
| Aansluitende wegen                    | Aansluitende wegen | Aansluitende wegen | Aansluitende wegen | Aansluitende wegen                                                   |
| ------------------------------------- | ------------------ | ------------------ | ------------------ | -------------------------------------------------------------------- |
| richting Bargteheide Kiel / Flensburg |                    |                    |                    | richting Bad Oldesloe / Lübeck A20 Rostock Fehmarn / Puttgarden (DK) |
|                                       |                    |                    |                    |                                                                      |
|                                       |                    |                    |                    |                                                                      |
|                                       |                    |                    |                    |                                                                      |
| richting Ahrensburg / Hamburg         |                    |                    |                    | richting Schwarzenbek A24 Berlijn                                    |